# Adalbert Nuridschany
Adalbert Nuridschany (nacido en 1900, fecha de muerte desconocida) fue un futbolista rumano que jugaba como delantero.

## Carrera internacional
Adalbert Nuridschany jugó un partido amistoso con Rumanía, el 26 de octubre de 1923, con el entrenador Constantin Rădulescu en un 2-2 contra Turquía.